# FC Nitra
FC Nitra är en slovakisk fotbollsklubb från Nitra, som grundades år 1909. De spelar i den slovakiska superligan, som är den högsta divisionen inom slovakisk fotboll.

## Placering tidigare säsonger
| Säsong  | Nivå | Liga         | Placering | Referens |
| ------- | ---- | ------------ | --------- | -------- |
| 2017/18 | 1    | Fortuna liga | 7         | [ 1 ]    |
| 2018/19 | 1    | Fortuna liga | 9         | [ 2 ]    |
| 2019/20 | 1    | Fortuna liga | 12        | [ 3 ]    |
| 2020/21 | 1    | Fortuna liga | 12        | [ 4 ]    |